# Наньсюн
Наньсюн (кит. спр. 南雄市, піньїнь: Nánxióng Shì) — місто-повіт в південнокитайській провінції Гуандун, складова міста Шаоґуань.

## Географія
Наньсюн лежить на висоті близько 130 метрів над рівнем моря у горах Наньлін.

### Клімат
Місто знаходиться у зоні, котра характеризується вологим субтропічним кліматом. Найтепліший місяць — липень із середньою температурою 28,8 °C. Найхолодніший місяць — січень, із середньою температурою 9,5 °С.
| Клімат Наньсюна         | Клімат Наньсюна | Клімат Наньсюна | Клімат Наньсюна | Клімат Наньсюна | Клімат Наньсюна | Клімат Наньсюна | Клімат Наньсюна | Клімат Наньсюна | Клімат Наньсюна | Клімат Наньсюна | Клімат Наньсюна | Клімат Наньсюна | Клімат Наньсюна |
| Показник                | Січ.            | Лют.            | Бер.            | Квіт.           | Трав.           | Черв.           | Лип.            | Серп.           | Вер.            | Жовт.           | Лист.           | Груд.           | Рік             |
| Середній максимум, °C   | 14              | 15,5            | 18,6            | 24,4            | 28,6            | 31,5            | 34              | 33,6            | 30,7            | 27              | 21,7            | 16,5            | 24,7            |
| Середня температура, °C | 9,5             | 11,4            | 14,6            | 20,2            | 24,1            | 26,9            | 28,8            | 28,4            | 25,9            | 21,9            | 16,4            | 11,2            | 19,9            |
| Середній мінімум, °C    | 6,4             | 8,5             | 11,7            | 17              | 20,7            | 23,7            | 24,9            | 24,7            | 22,4            | 18              | 12,4            | 7,2             | 16,5            |
| Норма опадів, мм        | 62              | 105.6           | 174.1           | 214.9           | 217             | 212.2           | 140.7           | 140.3           | 104.5           | 44.2            | 46.5            | 36.3            | 1498.3          |
| Вологість повітря, %    | 73              | 77              | 81              | 81              | 80              | 80              | 75              | 77              | 76              | 70              | 70              | 68              | 75.7            |
| ----------------------- | --------------- | --------------- | --------------- | --------------- | --------------- | --------------- | --------------- | --------------- | --------------- | --------------- | --------------- | --------------- | --------------- |
| Джерело: data.cma.cn    |                 |                 |                 |                 |                 |                 |                 |                 |                 |                 |                 |                 |                 |